# Блискучий розум (серіал)
Це стаття про південнокорейський серіал, не слід плутати з однойменним американським фільмом.
Блискучий розум (кор. 뷰티풀 마인드) — південнокорейський медичний серіал що транслювався щопонеділка та щовівторка з 20 червня по 2 серпня 2016 року на телеканалі KBS2. Через низький рейтинг, продюсери KBS вирішили зменшити кількість серій з запланованих 16 до 14.

## Сюжет
В одному з провідних сеульських шпиталів працює надзвичайно талановитий нейрохірург Лі Йон О. Одного разу в шпиталі за короткий термін стається декілька смертей, але більшість співробітників не помічає нічого незвичайного. Жертва ДТП сконала в операційній, або поважний завідувач відділення раптово помер від тромбозу, молода лікарка невитримала навантаження та покінчила життя самогубством — все це цілком звичайне явище. Тільки Йон О завдяки своїм здібностям помічає зв'язок між смертями, але коли намагається щось довести колегам, його самого звинувачуюють в лікарських помилках та звільняють з роботи. Навіть його дівчина, з якою він зустрічався декілька років привселюдно звинувачує його в психопатії. В невинуватість Йон О вірить лише молода поліцейська Гє Чін Сон, яка мимо волі опинилася втягнута в цю справу. Але чи зможуть вони щось довести, і чи не пов'язано це все з контрактом на 200 млн доларів на розробку нових ліків який має укласти керіництво шпиталю…

## Акторський склад

### Головні ролі
- Чан Хьок — у ролі Лі Йон О[3]. Надзвичайно талановитий нейрохірург, який незважаючи на молодість користується повагою колег. Але він старанно приховує те що з дитинства позбавлений відчуття емпатії, тобто йому зовсім байдужі біль і страждання інших. Він як робот бездоганно виконує свої обов'язки хірурга, а спостереження за мімікою та рухами людини домомагає йому створювати ілюзію людських почуттів.
  - Пек Син Хван[en] — у ролі Йон О в підлітковому віці.
- Пак Со Дам — у ролі Гє Чін Сон[4]. Молода офіцер дорожньої поліції. В дитинстві перенесла складну операцію, тож особисто знайома з багатьма лікарями шпиталю Хансон. Рішуча в дотриманні своїх принципів.
- Юн Хьон Мін — у ролі Хьон Сок Чжу. Кардіохірург шпиталю Хансон. На відміну від Йон О, він тепла людина та завжди співчуває пацієнтам та допомагає молодшим колегам за що користується повагою колег та рідних пацієнтів.
- Пак Се Йон — у ролі Кім Мін Чже. Лікар невролог. Через те що вона закінчіла маловідомий провінційний інститут, їй з самого початку кар'єри доводилося працювати більше всіх щоб довести свою компетентність. Всі вважають її нареченою Йон О, але він як завжди просто симулює емоції.
- Хо Чжун Хо[en] — у ролі Лі Кон Мьона[5]. Батько Йон О, один з провідних лікарів шпиталю Хансон. Розуміючі що його син не здатен відчувати будь-які емоції завжди був проти того щоб той ставав медиком.

### Другорядні ролі

#### Працівники шпиталю Хансон
- Кім Чон Су[en] — у ролі Сін Дон Чже. Лікар, один з директорів шпиталю Хансон. Друг Лі Кьон Мьона, наставник Сок Чжу. З часів коли Чін Сон була його пацієнткою, сильно прив'язався до неї та вважав її за доньку. Раптово помер від тромбу.
- О Чон Се[en] — у ролі Кан Хьон Чжуна. Директор фонду що опікується шпиталем. Молода та надзвичайно амбітна людина що походить з багатої сім'ї. В його розумінні шпиталь повинен приносити прибутки за будь-яку ціну.
- Сім Ї Йон[en] — у ролі Кім Юн Кьон. Лікар анестезіолог. Мати одиначка, виховує самотужки хвору доньку. Через надзвичайну нервову напругу стала наркоманкою.
- Ха Че Сук[en] — у ролі Чан Мун Кьон. Вагітна медична сестра.
- Чан Кі Йон[en] — у ролі Нам Хо Йона. Медбрат.
- Пак Ин Хє — у ролі Сім Ин Ха. Лікарка відділу патології (камео, 3—5 серії). Одного дня «впала» з даху лікарні.
- Лі Сі Вон[en] — у ролі Лі Сі Хьон. Лікарка кардіолог.
- Чон Сон У[en] — у ролі Хон Кьон Су. Інтерн-анестезіолог.

#### Поліцейські
- Чон Хий Тхе — у ролі Пак Су Бома. Сержант поліції, напарник Чін Сон.
- Кон Хьон Чжін[en] — у ролі керівника убойного відділу.

#### Пацієнти
- Лі Дон Гю — у ролі Кан Чхоль Міна. Жертва загадкового ДТП свідком якого стала Чін Сон (камео, 1 серія).
- Рю Син Су[en] — у ролі Кім Мьон Су. Кандидат в президенти, життя якого рятує Йон О.
- Кім Да Є — у ролі дівчини що потребує пересадки серця (7 серія).
- Чо А Ін — у ролі Чі Ан. Тяжко хвора донька анестезіолога Кім Юн Кьон.
- Со Чун Йон[en] — Лі Сан Чжун. Злочинець, пацієнт з четвертою стадією раку легень (2 та 9 серії).
- Лі Йон Ран — у ролі мадам Ю Ок Кьон. Багата норовлива пацієнтка з пухлиною мозку (9 серія).
- Лі До Хьон — у ролі Чхве Йо Сопа. Син відомого ведучого який потерпав від побоїв власної матері (10 серія).
- Чхве Сун Вон — у ролі Чхве Хан Мо. Бідний однокласник лікара Хона, спочатку захворів на вовчанку, потім розбився встановлюючи кондиціонер (11 серія).
- Лі Чі У — у ролі Чо Юн Хо. Пацієнт з невиліковною пухлиною в шиї, який щосили намагається дочекатись народження своєї дитини (12 та 13 серії).

#### Інші
- Пак Сон Чхон — у ролі матері Чін Сон. Мешкає у невеликому приморському селищі.
- Чо Бьон Гю[en] — у ролі брата Чін Сон.
- Кан Ї Сік[en] — у ролі молодого лікара сільської лікарні.
- Є Су Чон — у ролі сусідки матері Чін Сон яка піклується про хвору невістку.
- Хван Тхе Кван — у ролі Чхве Сан Хьока. Відомий ведучий новин, який через захоплення роботою не помітив проблем у власній родині (10 серія).
- Со Юн А — у ролі вагітної дружини Чо Юн Хо, яка просить лікарів подовжити життя її чоловікові поки вона народить дитину (12 та 13 серії).
- Сон Чон Хак — у ролі О Йон Бе. Колишній лікар та друг Лі Кьон Мьона. Опинившись через хворобу в інвалідному візку, став міжнародним інвестором. Незважаючи на супротив Кьон Мьона має намір вкласти кошти в розробку нових ліків.

## Рейтинги
- Найнижчі рейтинги позначені синім кольором, а найвищі — червоним кольором.

| Серія    | Прем'єра       | Рейтинг        | Рейтинг        |
| Серія    | Прем'єра       | TNmS           | AGB Nielsen    |
| Серія    | Прем'єра       | По всій країні | По всій країні |
| -------- | -------------- | -------------- | -------------- |
| 1        | 20 червня 2016 | 4,5 %          | 4,1 %          |
| 2        | 21 червня 2016 | 4,3 %          | 4,5 %          |
| 3        | 27 червня 2016 | 4,8%           | 4,7%           |
| 4        | 28 червня 2016 | 4 %            | 4,5 %          |
| 5        | 4 липня 2016   | 4,1 %          | 3,5 %          |
| 6        | 5 липня 2016   | 4 %            | 4 %            |
| 7        | 11 липня 2016  | 3,7 %          | 3,5 %          |
| 8        | 12 липня 2016  | 3,5 %          | 4,3 %          |
| 9        | 18 липня 2016  | 3,8 %          | 4,4 %          |
| 10       | 19 липня 2016  | 4 %            | 3,9 %          |
| 11       | 25 липня 2016  | 3,2 %          | 3,4 %          |
| 12       | 26 липня 2016  | 3,7 %          | 3,9 %          |
| 13       | 1 серпня 2016  | 2%             | 2,8%           |
| 14       | 2 серпня 2016  | 2,6 %          | 3,2 %          |
| Середній | Середній       | 3,7%           | 3,9%           |